# Dinosaur (album B’z)
DINOSAUR – dwudziesty album studyjny japońskiego zespołu B’z, wydany 29 listopada 2017 roku. Osiągnął 1 pozycję w rankingu Oricon i pozostał na liście przez 40 tygodni, sprzedał się w nakładzie 276 654. Zdobył status platynowej płyty. Album ukazał się w trzech wersjach: regularnej oraz dwóch limitowanych (CD+DVD i CD+BD).

## Lista utworów
| CD  | CD                                         | CD      |
| Nr  | Tytuł utworu                               | Długość |
| --- | ------------------------------------------ | ------- |
| 1.  | „Dinosaur”                                 | 5:11    |
| 2.  | „CHAMP”                                    | 3:36    |
| 3.  | „Still Alive”                              | 4:41    |
| 4.  | „Haruka” (jap. ハルカ)                     | 3:38    |
| 5.  | „Soredemo yappari” (jap. それでもやっぱり) | 5:15    |
| 6.  | „Seimei” (jap. 声明)                       | 3:38    |
| 7.  | „Queen Of The Night”                       | 3:22    |
| 8.  | „SKYROCKET”                                | 3:34    |
| 9.  | „Rooftop” (jap. ルーフトップ)              | 3:53    |
| 10. | „Yowai otoko” (jap. 弱い男)                | 4:07    |
| 11. | „Itoshiki yūrei” (jap. 愛しき幽霊)         | 4:47    |
| 12. | „King Of The Street”                       | 3:39    |
| 13. | „Purple Pink Orange”                       | 4:56    |

| DVD/Blu-ray Disc | DVD/Blu-ray Disc                                                  | DVD/Blu-ray Disc |
| Nr               | Tytuł utworu                                                      | Długość          |
| ---------------- | ----------------------------------------------------------------- | ---------------- |
| 1.               | „Samayoeru aoi dangan” (jap. さまよえる蒼い弾丸)                  |                  |
| 2.               | „Liar! Liar!”                                                     |                  |
| 3.               | „Sayonara kizu darake no hibi yo” (jap. さよなら傷だらけの日々よ) |                  |
| 4.               | „Uchōten” (jap. 有頂天)                                           |                  |
| 5.               | „Hadashi no megami” (jap. 裸足の女神)                             |                  |
| 6.               | „Ichibu to zenbu” (jap. イチブトゼンブ)                           |                  |
| 7.               | „Still Alive”                                                     |                  |
| 8.               | „Shōdō” (jap. 衝動)                                               |                  |
| 9.               | „juice”                                                           |                  |
| 10.              | „Giri giri chop” (jap. ギリギリchop)                              |                  |
| 11.              | „ultra soul”                                                      |                  |

## Notowania
| Lista                           | Pozycja |
| ------------------------------- | ------- |
| Oricon Weekly Albums Chart      | 1       |
| Oricon Yearly Albums Chart      | 18      |
| Billboard Japan Hot Albums      | 1       |
| Billboard Japan Top Album Sales | 1       |